# حادثة منى 2003
حادثة تدافع مِنى عام 2003 هو حادث تدافع بمنى خلال رمي الجمرات أثناء موسم الحج عام 2003. أسفر الحادث عن مقتل 14 حاجا بينهم ست نساء.